# Thomas Chung
Thomas Chung is een professionele pokerspeler uit de Verenigde Staten. Hij heeft twee World Series of Poker titels op zijn naam staan. Zijn eerste won hij tijdens de World Series of Poker 1989 in een $2.000 Limit Hold'em-toernooi. Twee jaar later won hij zijn tweede titel.
Tijdens het Main Event van de World Series of Poker 1993 eindigde hij als vijfde. Jim Bechtel eindigde als eerste in dit Main Event.
In zijn carrière heeft Chung meer dan $1,8 miljoen bij elkaar gewonnen met toernooien.

## World Series of Poker bracelets
| Jaar | Toernooi               | Prijs    |
| ---- | ---------------------- | -------- |
| 1989 | $2.000 Limit Hold'em   | $212.000 |
| 1991 | $5.000 Seven Card Stud | $142.000 |